# Ludwig Paischer
Ludwig Paischer (né le 28 novembre 1981 à Oberndorf bei Salzburg) est un judoka autrichien évoluant dans la catégorie des moins de 60 kg (poids super-légers). Double médaillé mondial dans cette catégorie, il a également remporté un titre continental en 2004.

## Biographie
Paischer se met en évidence en 2000 en devenant successivement vice-champion d'Europe puis du monde dans les catégories juniors. Il obtient sa première médaille internationale en 2003 grâce à sa troisième place acquise lors de l'Euro. En 2004, après avoir remporté son premier titre européen, il participe à ses premiers Jeux olympiques mais est éliminé dès le premier tour de la compétition par le Sud-coréen Choi Min-Ho. L'année suivante, il obtient sa première médaille mondiale en décrochant l'argent au Caire. Après un parcours sans faute, il n'échoue qu'en finale face au Britannique Craig Fallon. Deux ans plus tard, il décroche sa seconde médaille mondiale consécutive en montant sur la troisième marche du podium à Rio de Janeiro.

## Palmarès

### Jeux olympiques
- Jeux olympiques de 2008 à Pékin (Chine) :
  -  Médaille d'argent en moins de 60 kg (poids super-légers).

#### Championnats du monde
- Championnats du monde 2005 au Caire (Égypte) :
  -  Médaille d'argent dans la catégorie des moins de 60 kg (poids super-légers).
- Championnats du monde 2007 à Rio de Janeiro (Brésil) :
  -  Médaille de bronze dans la catégorie des moins de 60 kg (poids super-légers).

### Championnats d'Europe
| Catégorie                         | 2002 | 2003 | 2004 | 2005 | 2006 | 2008 | 2009 | 2010 |
| --------------------------------- | ---- | ---- | ---- | ---- | ---- | ---- | ---- | ---- |
| Moins de 60 kg Poids super-légers | 7e   | 3e   | 1er  | 2e   | 3e   | 1er  | 3e   | 2e   |

### Divers
- Juniors :
  -  Vice-champion du monde juniors en 2000 à Nabeul (Tunisie).
  -  Vice-champion d'Europe juniors en 2000 à Nicosie (Chypre).

- Tournois :
  - 3 podiums dont 1 victoire au Tournoi de Paris (France).